# Karl Garbers (Bildhauer)

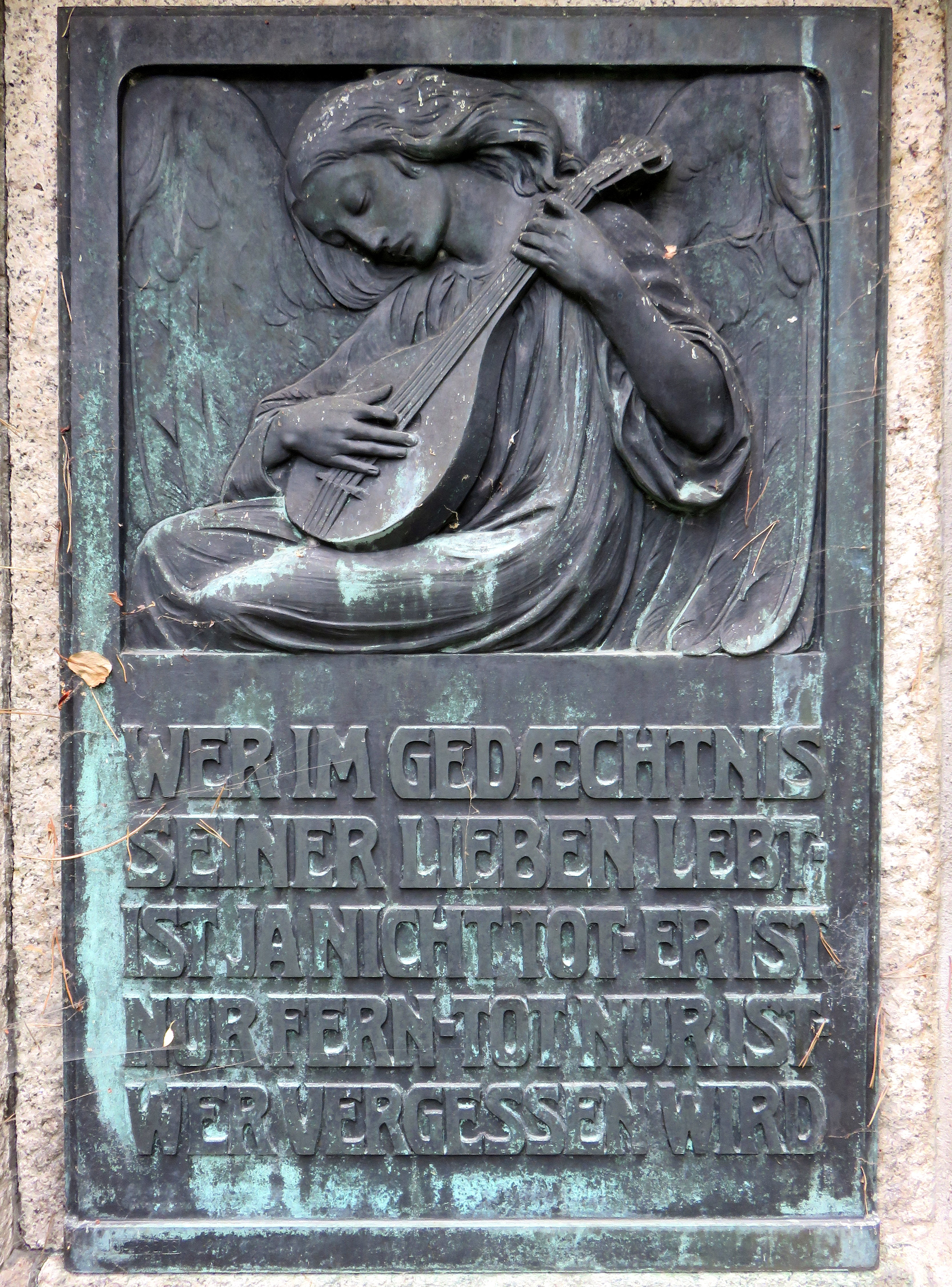
Garbersches Relief am Familiengrab Haerlin auf dem Friedhof Ohlsdorf

Karl Georg Ludwig Garbers, auch Carl Garbers (* 11. Mai 1864 in Hamburg; † 28. Juli 1943 ebenda) war ein deutscher Bildhauer.

## Leben
Karl Garbers studierte an der Kunstgewerbeschule in Hamburg und ab 1891 an der Akademie der Bildenden Künste in Dresden. Er galt als Meisterschüler von Ernst Julius Hähnel.
Zusammen mit Ernst Barlach unternahm er eine dreijährige Studienreise nach Paris, nachdem er 1895 ein Stipendium erhalten hatte. Barlach selbst blieb nur ein Jahr in Paris. Seine Studienreise nach Paris führte ihn stilistisch in den bewegten französischen Neobarock.
Mit Barlach zusammen arbeitete er an Aufträgen für das Hamburger Rathaus, das Altonaer Rathaus und die Verwaltung der Hamburg-Amerika-Linie.
Ab 1898 lebte und arbeitete er in Hamburg, wo er unter anderem von 1901 bis 1908 als Lehrer der Kunstgewerbeschule tätig war. 1911 trat er dem Hamburger Künstlerverein bei.
Die Gießerei Lauchhammer führte zwischen 1901 und 1934 mehrere seiner Arbeiten aus.

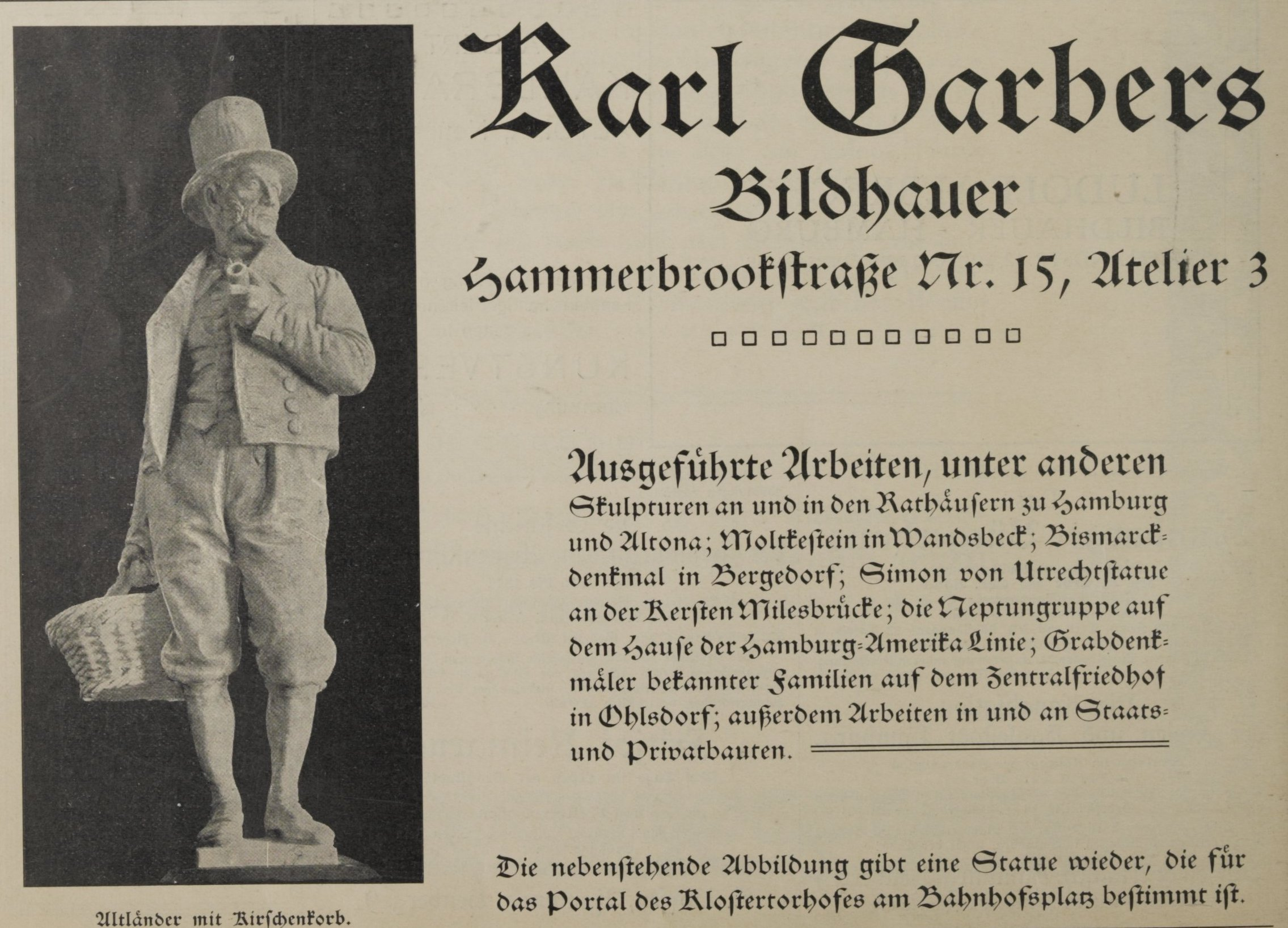
Werbeanzeige von Karl Garbers; aus der Zeitschrift Der Hamburger, Dezember 1910

Garbers war mit Dora Garbers, geb. Bacher, verheiratet. Zusammen mit ihr starb er am 28. Juli 1943 bei einem Bombenangriff auf Hamburg der Operation Gomorrha. Er wurde mit ihr in der Bombenopfer-Sammelgrabanlage der Kriegsgräberstätte Bombenopfer auf dem Friedhof Ohlsdorf beigesetzt.

## Werke (Auswahl)
- 1901: Grabfigur mit Kranz, Hamburg, Lauchhammer
- 1901: Mädchen mit Weinkrug / Rheinische Hebe / Schankmädchen, Lauchhammer
- 1905: Neptunfigur, Hamburg, Lauchhammer
- 1907: Grabfigur und Kranz, Hamburg, Lauchhammer
- 1909: Zwei Grabfiguren, Hamburg-Ohlsdorf, Lauchhammer
- 1909: Kindergruppe für ein Grabmal, Hamburg, Lauchhammer
- 1911: Grabfigur, Hamburg-Ohlsdorf, Lauchhammer
- 1911: Grabfigur mit Flügeln, Hamburg-Ohlsdorf, Lauchhammer
- 1911: Grabfigur ohne Flügel, Hamburg-Ohlsdorf, Lauchhammer
- 1912: Kauernde Grabfigur, Hamburg-Ohlsdorf, Lauchhammer
- 1912: Grabfigur, Hamburg-Ohlsdorf, Lauchhammer
- 1913: Knieende Grabfigur, Hamburg-Ohlsdorf, Lauchhammer
- 1934: Grabfigur in Bronze, 1,20 m, Hamburg, Lauchhammer